# Tu–124
A Tu–124 (NATO-kódja: Cookpot) a szovjet Tupoljev-tervezőiroda regionális járatokra kifejlesztett, kis és közepes  hatótávolságú sugárhajtású utasszállító repülőgépe. Polgári és katonai feladatokra egyaránt használták. A gépet az Il–14 leváltására tervezték. Nem terjedt el széles körben, később a belőle kifejlesztett, hasonló feladatkörű Tu–134 váltotta fel.

## Története
A repülőgép fejlesztésének alapjául a Tu–104 szolgált, aerodinamikailag annak arányosan kicsinyített változata. Külsőre a két típust nehéz megkülönböztetni. A hasonlóság ellenére szerkezetileg nem azonosak, a legjelentősebb különbségek a szárnyaknál, főként azok mechanizációjában vannak.

## Típusváltozatok
- Tu–124 és Tu–124V – Sorozatgyártású alapváltozat
- Tu–124K és Tu–124K – VIP-változat, melyet az indiai, az iraki és a kínai légierő alkalmazott
- Tu–124S1 és Tu–124S2 – Bombázók navigátorainak kiképzéséhez használt változat
- Tu–124A – Továbbfejlesztett, átalakított változat, melyet Tu–134 típusjelzéssel gyártottak sorozatban

## Műszaki adatok (Tu–124V)

### Általános adatok
- Tervező: Tupoljev
- Gyártó: Harkovi Állami Repülőgépgyártó Termelési Egyesülés (135. sz repülőgépgyár)
- Első repülés: 1960. március 29.
- Személyzet: 4 fő
- Szállítható személyek száma: 56 fő

### Méret- és tömegadatok
- Hossz: 30,58 m
- Fesztáv: 25,55 m
- Magasság: 8,08 m
- Szárnyfelület: 119,4 m²
- Üres tömeg: 22 500 kg
- Maximális felszálló tömeg: 38 000 kg

### Hajtóművek
- Hajtóművek száma: 2
- Hajtóművek típusa: Szolovjov D–20P kétáramú gázturbinás sugárhajtómű
- Hajtómű tolóereje: 53,1 kN

### Repülési adatok
- Utazósebesség: 800–870 km/h
- Legnagyobb sebesség: 970 km/h
- Utazómagasság: 11 700 m
- Hatótávolság: 2100 km